# No Bra
No Bra (japonês: のーぶら, Hepburn: No Bura) é um manga de romance adolescente japonês escrito e ilustrado por Kenjiro Kawatsu que vem sendo lançado pela Weekly Shōnen Champion desde 2002.
No Bra conta a história de Masato Katoka, um estudante do ensino médio, cujo colega de infância Yuki Nomura se mudou para sua casa. Por causa da cara bonita de Yuki, roupas femininas e aparência feminina, Masato fica extremamente feliz com sua nova vida, até que a mãe de Yuki liga para Masato, e conta a ele que Yuki é um garoto. A história se desenvolve através do relacionamento de Masato com Yuki e seu lento desenvolvimento de sentimentos amorosos por ele.

## Personagens
Masato Katoaka (片岡 正人, Katoaka Masato)
É um jovem estudante da Meikyuu Academia Privada que mora sozinho em Tóquio. Ele sempre veste camisa Havaiana e é o melhor amigo de Hideki Nogama. Masato constantemente sonha-acordado com o sexo oposto (ou com Yuki em um corpo feminino), mas também fica confuso quando ele vê Yuki como atraente, sendo que ele é biologicamente homem. Masato e Yuki também eram amigos de infância, mas masato não lembra de nada desse tempo.
Yuki Nomura (野村　ユウキ, Nomura Yūki)
Yuki é o amigo de infancia de Masato, mas a contrario de Masato, Yuki se lembra da velha amizade. Desde que Yuki e Masato tomaram caminhos diferentes, Yuki deixou o seu cabelo crescer; quando Masato finalmente convence ele a cortá-lo, Yuki
Hideki Nogami (野上　秀樹, Nogami Hideki)
Hideki é o melhor amigo de Masato. Ele não sabe nada sobre o sexo de Yuki, e tenta constantemente fazer Masato se apaixonar por Yuki. Hideki também é muito acima do peso, ele usa isso como vantagem, como por exemplo, como escudo humano para proteger Yuki dos colegas bebados na festa de boas-vindas.
Kaoru Ozora (大空　薫, Ōzora Kaoru)
Kaoru é a garota mais popular da sala de Masato, tendo boa forma fisica é notas altas. Masato é apaixonado por ela, mas ele sempre se desvaloriza por achar que ela é demais para ele. Contudo, Masato ajudou Kaoru em várias ocasiões que ele Masato nem sequer lembra, isso faz com que Kaoru mostre algum interesse por Masato. Observando isso, Hideki fica bravo pois ele quer que Masato se apaixone por Yuki, ele frequentemente tenta afastar Kaoru de Masato.
Mariko Mizutani (水谷　麻理子, Mizutani Mariko)
Mariko, também conhecida como "Senhorita Mizutani" (水谷先生 Mizutani-sensei), é a professora de Masato, Yuki, Hideki e Kaoru. Ela fica com suspeitas quando descobre que Masato e Yuki possuem o mesmo endereço. Ela rapidamente toma vantagem na situação, com a desculpa de ficar no apartamento para monitorar Yuki e Masato enquanto ela paga o aluguel atrasado do seu apartamento. Apesar de sua boa aparência na escola, ela é rude, folgada e sempre está bêbada. Extremamente irresponsável, ela faz com que Yuki beba com ela. Pensando somente no seu próprio conforto, ela vai até o fim do mundo atrás de vida fácil, mesmo que isso seja a custa de outros.